# Mohamed Hassan
Mohamed Hassan, född 1940 i Egypten, är en egyptisk-svensk målare och tecknare.
Hassan studerade konst vid Kairo universitetet 1960-1963 och under två vistelser i Ryssland 1968 och 1972. Han har medverkat i utställningar i USA, Egypten, England, Frankrike, Belgien, Tyskland, Finland och Sverige. Han var bosatt i England 1974-1977 och är sedan 1977 bosatt i Sverige. Hans konst består av landskapsmotiv i olja eller akvarell och porträtt i form av blyertsteckningar. 